# Horst Schüler-Springorum
Horst Schüler-Springorum (* 15. Oktober 1928 in Teheran, Iran; † 5. September 2015 in Kleinmachnow, Deutschland) war ein deutscher Rechtswissenschaftler mit den Schwerpunkten Kriminologie und Strafvollzug.

## Leben
Horst Schüler-Springorum wuchs in Berlin auf. Er studierte zunächst Politikwissenschaften mit einem Stipendium in Baltimore, bevor er sich den Rechtswissenschaften zuwandte, die er an der  Johann Wolfgang Goethe-Universität Frankfurt am Main und der Philipps-Universität Marburg hörte. Er wurde 1956 an der Universität Marburg in Völkerrecht zum Dr. iur. promoviert. und anschließend wissenschaftlicher Mitarbeiter an der Universität Bonn, wo er sich zunächst mit Energie- und Wasserrecht befasste. Dabei wurde er zeitweilig Hilfsreferent bei Ludwig Erhard. 1957 wechselte er an die Universität Hamburg zu Rudolf Sieverts. Damit verbunden war auch eine Spezialisierung auf das Strafrecht. 1967 habilitierte er sich bei Sieverts mit der Arbeit Strafvollzug im Übergang.
Seine Habilitationsschrift gilt als bahnbrechend. Er vertrat erstmals in geschlossener und konsequenter Weise die Position, dass auch Strafgefangene vollwertige Träger von Grundrechten sind und dass in deren Grundrechte nur aufgrund eines Gesetzes (Gesetzesvorbehalt) und nur im zwingend erforderlichen Maße (Verhältnismäßigkeitsprinzip) eingegriffen werden darf. Bis Anfang der 1970er Jahre war der Strafgefangene einem besonderen Gewaltverhältnis (Sonderrechtsverhältnis) unterworfen, das der Grundrechtsabwägung nicht zugänglich war. Damit wurde die Resozialisierung als Vollzugsziel  gefordert. Das Bundesverfassungsgericht schloss sich 1972 dieser Position an. Die Arbeit wurde auch international rezipiert. Daraufhin berief Gustav Heinemann eine Kommission, die Vorschläge zur Neuregelung des Strafvollzugs erarbeiten sollte. Sie wurde von Sieverts geleitet, Schüler-Springorum war maßgeblich beteiligt. 1976 wurde das auf diese Weise vorbereitete Strafvollzugsgesetz erlassen.
Schüler-Springorum wurde 1967 Professor an der Universität Göttingen und ab 1971 als Nachfolger des emeritierten Sieverts in Hamburg. Von 1975 bis zu seiner Emeritierung 1993 war er ordentlicher Professor für Strafrecht, Kriminologie, Jugendrecht und Strafvollzug an der Ludwig-Maximilians-Universität München; sein Nachfolger wurde Heinz Schöch. Im Sommersemester 1996 hatte er die Otto von Freising-Gastprofessur an der Katholischen Universität Eichstätt-Ingolstadt inne. In München baute er eine Forschungsgruppe zur Jugendkriminalität auf, an der zeitweilig Siegfried Lamnek, Wolfgang Ludwig-Mayerhofer, Christian Pfeiffer, Joachim Kersten, Peter-Alexis Albrecht und Reinhard Kreissl arbeiteten.
Mit dem Buch Kriminalpolitik für Menschen stieß er die Diskussion zur Entkriminalisierung an. Als Jugendstrafrechtler engagierte sich Schüler-Springorum für die Deutsche Vereinigung für Jugendgerichte und Jugendgerichtshilfen (DVJJ); er war von 1962 bis 1968 Geschäftsführer der DVJJ und von 1968 bis 1986 Vorsitzender der DVJJ. Lange war er im Vorstand der Internationalen Jugendrichtervereinigung, von 1978 bis 1982 ihr Präsident. 1973 übernahm Schüler-Springorum die Schriftleitung der Monatsschrift für Kriminologie und Strafrechtsreform und führte sie bis 1998. In diese Zeit fielen maßgebliche Veränderungen des Strafrechts und des Strafvollzugs. Die Psychiatrie und die Sozialwissenschaften rückten für Kriminologen und die Monatsschrift in den Vordergrund.
Schüler-Springorum war wesentlich beteiligt an der Großen Strafrechtsreform und folgenden Entwicklungen in der Jugendgerichtsbarkeit, er schrieb an elf der zwölf so genannten Alternativ-Entwürfen (AE) mit.
In den 1960er Jahren war  Schüler-Springorum Delegierter im Ökumenischen Rat der Kirchen, 1964 veröffentlichte er das Buch Die Hypothek Zeit – Bausteine zur Zukunft der Kirche.
Für die Vereinten Nationen wurde er mehrfach als Experte in Fachgremien tätig. Unter seiner Leitung wurden die 1985 beschlossenen Beijing-Rules erarbeitet, die internationale Mindeststandards für die Jugendgerichtsbarkeit aufstellten und nach wie vor das zentrale Regelwerk der Menschenrechte von Kindern und Jugendlichen vor Gericht darstellen. Die UN-Standards für den Jugendstrafvollzug und die Riyadh-Guidelines zur Prävention von Jugenddelinquenz, beide von 1990, hat er maßgeblich befördert. Seit 1978 war er vielfach für den Europarat tätig.
Er hat drei Töchter, darunter die Historikerin Stefanie Schüler-Springorum.

## Ehrungen
- 1987 Beccaria-Medaille in Gold der Kriminologischen Gesellschaft
- 1991 Großes Bundesverdienstkreuz des Verdienstordens der Bundesrepublik Deutschland[2]

## Schriften (Auswahl)
- Wider den Sachzwang (= Otto-von-Freising-Vorlesungen der Katholischen Universität Eichstätt. Bd. 15). Oldenbourg, München 1997, ISBN 3-486-56309-2.
- Kriminalpolitik für Menschen (= Edition Suhrkamp. es. 1651 = NF 651). Suhrkamp, Frankfurt am Main 1991, ISBN 3-518-11651-7.
- Strafrechtliche Aspekte zivilen Ungehorsams. In: Peter Glotz (Hrsg.): Ziviler Ungehorsam im Rechtsstaat (= Edition Suhrkamp. es. 1214 = NF 214). Suhrkamp, Frankfurt am Main 1983, ISBN 3-518-11214-7, S. 76–98.
- Was stimmt nicht mit dem Strafvollzug? (= Zeitfragen. Nr. 7). Wegner, Hamburg 1970, ISBN 3-8032-0146-2.
- Strafvollzug im Übergang. Studien zum Stand der Vollzugsrechtslehre (= Göttinger rechtswissenschaftliche Studien. Bd. 72, ZDB-ID 503123-0). Schwartz, Göttingen 1969, (Zugleich: Hamburg, Universität, Habilitations-Schrift, 1967: Die Rechtsstellung des Gefangenen.).
- mit Lieselotte Pongratz und Rudolf Sieverts: Sozial auffällige Jugendliche (= Überblick zur wissenschaftlichen Jugendkunde. Bd. 5, ZDB-ID 531178-0). Juventa, München 1964.
- Notstand im Völkerrecht. Marburg 1956 (Marburg, Universität, Rechts- u. staatswissenschaftliche Fakultät, Dissertation vom 15. März 1956, maschinenschriftlich).